# Ḩeşār-e Kūshk
Ḩeşār-e Kūshk (persiska: حصار کوشک) är en ort i Iran.   Den ligger i provinsen Khorasan, i den nordöstra delen av landet, 600 km öster om huvudstaden Teheran. Ḩeşār-e Kūshk ligger 1 175 meter över havet och antalet invånare är 154.
Terrängen runt Ḩeşār-e Kūshk är huvudsakligen platt, men åt nordväst är den kuperad. Terrängen runt Ḩeşār-e Kūshk sluttar söderut.Runt Ḩeşār-e Kūshk är det ganska tätbefolkat, med 56 invånare per kvadratkilometer. Närmaste större samhälle är Nīshābūr, 18,1 km sydost om Ḩeşār-e Kūshk. Trakten runt Ḩeşār-e Kūshk består till största delen av jordbruksmark.